# Tribunal de Paris
Het Tribunal de Paris is een gerechtsgebouw in Parijs, gelegen in het 17e arrondissement, nabij de Porte de Clichy. Het gebouw van 160 meter en 37 verdiepingen is ontworpen door Renzo Piano en werd in 2018 geopend.
De onderste verdiepingen van het gebouw zijn vrij toegankelijk. De inkomhal wordt verlicht door dakramen en een verlichting die doet denken aan vuurvliegen. Het gebouw telt 88 zittingszalen waarin is afgestapt van een scheiding tussen partijen en ze gezeten zijn aan een grote tafel in de vorm van een waterdruppel. Deze zalen zijn voorzien van wit meubilair en hout in lichte tinten. Verder is er voorzien in aparte toegangen voor magistraten, gedetineerden en publiek. De hoogste verdiepingen herbergen kantoren.
In de nabijheid ligt het metrostration Porte de Clichy  .
- Virtual International Authority File: 4239152080596207230001